# Medusandraceae
Medusandraceae es el nombre de una familia de angiospermas. Esta familia consiste en un único género Medusandra. Su especie más conocida es Medusandra richardsiana, árbol tropical de África.
El sistema APG II, de 2003 no reconoce esta familia y deja el género Medusandra sin asignar como una familia o grupo. El sistema de clasificación APG III, del 2009, tampoco reconoce a esta familia y asigna a Medusandra a la familia Peridiscaceae.

## Especies
- Medusandra mpomiana
- Medusandra richardsiana